# Patriarca
|  | Per a altres significats, vegeu «Patriarca (desambiguació)». |

Patriarca (del grec antic πατριά, "descendència [del pare]" i ἄρχων, "cap", "dirigent") era el títol donat antigament als bisbes de les cinc seus més importants de l'Imperi Romà i donat encara avui als caps de les esglésies orientals i honoríficament a alguns bisbes de l'Església catòlica.

## Església catòlica
A l'Església catòlica, el bisbe que és cap d'una església autònoma particular, coneguda en dret canònic com a església sui iuris, és ordinàriament un patriarca, encara que aquesta responsabilitat pot confiar-se a un arquebisbe major, metropolità o un altre prelat per diverses raons.
Des del Concili de Nicea, el bisbe de Roma ha estat reconegut com el primer entre els patriarques. Aquell concili va designar tres bisbes amb aquest títol "suprametropolità": Roma, Alexandria i Antioquia. Al Pentarcat formulat per Justinià I (527-565), l'emperador va assignar com a patriarcat al bisbe de Roma tota l'Europa cristianitzada (inclosa gairebé tota la Grècia moderna), excepte la regió de Tràcia, les zones properes a Constantinoble i la costa del Mar Negra. També va incloure en aquest patriarcat la part occidental del nord d'Àfrica. Les jurisdiccions dels altres patriarcats s'estenien per l'Àsia romana i la resta d'Àfrica. El sistema de Justinià va rebre el reconeixement eclesiàstic formal del Concili de Trullo de 692, que, no obstant, la Santa Seu no ha reconegut.
En aquella època hi havia bisbes d'altres seus apostòliques que operaven amb autoritat patriarcal més enllà de les fronteres de l'Imperi Romà, com el Catolicós de Selucia-Ctesephon.
Actualment, els caps patriarcals de les esglésies catòliques autònomes són:
- El Bisbe de Roma (Papa), com a cap de l'Església catòlica llatina.[5]
- El Patriarca catòlic copte d'Alexandria i cap de l'Església catòlica copta, reconegut el 1824.
- El Patriarcat catòlic maronita d'Antioquia i de tot Orient i cap de l'Església catòlica maronita, reconegut el 685.
- El Patriarcat greco-catòlic melquita d'Antioquia i tot l'Orient, d'Alexandria i de Jerusalem, cap de l'Església greco-catòlica melquita; si escau, Antioquia és el patriarcat reial i únic, Alexandria i Jerusalem són només patriarcats titulars (una vegada residencials) conferits a la seva seu.
- El Patriarca Catòlic Siriac d'Antioquia i tot l'Orient i el cap de l'Església Catòlica Siríaca.
- El Patriarca de Babilònia dels Caldeus i cap de l'Església Catòlica Caldea, reconegut el 1553.
- El Patriarca Catòlic de Cilícia dels Armenis i cap de l'Església Catòlica Armènia, reconegut el 1742.